# Ladislav Řezníček
Ladislav Řezníček (17. května 1896 Třebíč – 18. ledna 1962 Brno) byl český novinář a knihovník. Byl ředitelem městské knihovny v Brně.

## Biografie
V roce 1915 odmaturoval na Gymnáziu v Třebíči, následně absolvoval knihovnický kurz v Bratislavě a filozofickou fakultu Masarykovy univerzity v Brně, studia ukončil v roce 1933. Během první světové války působil na bojové frontě a následně nastoupil do okresní zprostředkovatelny práce. Později nastoupil do deníku Jiskra, který byl pod jeho vedením přejmenován na titul Jižní Morava. V roce 1923 se stal knihovníkem v Městské knihovně ve Znojmě a později ji i vedl. V roce 1939 byl Jiřím Mahenem přiveden do Městské knihovny v Brně (nynější Knihovny Jiřího Mahena) a tam následně nastoupil a později ji do roku 1958 vedl. Působil jako zakladatel evidence knižních fondů, zjednodušení evidence čtenářů a aktivizaci pobočkové činnosti. Přispíval do Moravskoslezské osvěty a České osvěty.

## Dílo
Uspořádal sborník o Jiřím Mahenovi.